# ماري ألبيرتسون
ماري ألبيرتسون (بالإنجليزية: Mary Albertson)‏ هي أمينة متحف وعالمة نبات وعالمة فلك أمريكية، ولدت في 21 يونيو 1838، وتوفيت في 1914 في نانتوكيت في الولايات المتحدة.